# Francesco Gemelli
Francesco Gemelli (Orta, 1º aprile 1736 – Novara, 21 agosto 1808) è stato un gesuita italiano.

## Biografia
Figlio di Giovanni Antonio e di Maria Caterina Fortis Maffioli è educato nel collegio dei padri gesuiti ad Arona e ha preso i voti a Sassari nel 1769.
Finiti i corsi umanesimi e filosofici insegna nelle scuole di Torino dell'Ordine sia grammatica latina che retorica. Durante la canonizzazione di Jeanne-Françoise Frémiot de Chantal nella chiesa S. Maria della Visitazione a Milano pronuncia un'orazione che diventerà la sua prima opera letteraria.
Nel 1769 si trasferisce al collegio di San Giuseppe a Sassari, diventando prefetto degli studi di eloquenza latina. Negli anni in Sardegna sotto suggerimento del Conte Bogino, Francesco Gemelli inizia uno studio su storia, economia e cultura tra cui allevamento e agricoltura dell'isola. Tale studio diventa un'opera composta di tre libri chiamata Rifiorimento della Sardegna proposto nel miglioramento della sua agricoltura, nel primo volume tratta un'analisi dell'economia dell'isola, nel secondo espone quelle che per lui sono le cause principali dei problemi dell'economia, tra cui le terre incolte, gli abusi feudali e gli attrezzi agricoli obsoleti. L'ultimo volume tratta dei metodi per correggere le situazioni in cui versava l'agricoltura sarda. 
Nel 1773 la Compagnia di Gesù viene soppressa e Gemelli lascia l'isola e si stabilisce a Milano. Nel frattempo presenta un estratto del suo trattato all'Accademia dei Georgofili a Firenze.
Nel 1791 si trasferisce a Novara per l'ottenimento di una prebenda nell'omonima canonica e diventa consigliere del vescovo Vittorio Filippo Melano.
In questi anni diventa socio di diverse accademie, tra cui quella dei Georgofili, dell'Agraria di Brescia, della Patriotica di Milano, di quelle di Cagliari, Torino, Madrid e Livorno.

## Opere
- Orazione, Milano 1767
- Orazione in lode di S. Gavino martire, Livorno 1769
- La felicità, stanze per la venuta a Sassari del viceré V.L. d'Hallot [des Hayes], Sassari 1770
- Per le esequie di s.m. Carlo Emmanuele III…, Sassari 1773
- Rifiorimento della Sardegna proposto nel miglioramento di sua agricoltura libri tre, Torino 1776.
- Laudatio funebris marchionis Ioannis Conradi de Olivera Senatus Mediolanensis praesidis…, Milano 1784
- Iosepho II Caesare Insubriam iterum invisenti carmen (in Nuovo Giornale de' letterati d'Italia di Modena, XIX [1784], pp. 243–255)
- Pensiere per resistere ai funesti effetti dell'abbondanza e della carestia, Milano 1784
- Continuazione del Pensiere per resistere ai funesti effetti dell'abbondanza e della carestia, Milano 1785
- Panegirico del beato Nicolò Fattor da Valenza…, Milano 1787
- Dell'unica e costantemente unica chiesa cattedrale di Novara riconosciuta nel suo duomo. Dissertazione apologetico-storico-critica, Novara 1798
- Nelle solenni esequie di s.m. Vittorio Amedeo III…, Novara 1796
- Dissertazione didattico-apologetica sulla scienza geografica di Virgilio, Torino 1791 (anche in latino)